# Парк Виды Йоцич
Парк Виды Йоцич (серб. Парк Виде Јоцић) — ботанический парк в городе Валево в Сербии.
Также известен как Парк на Ядру (серб. Парк на Јадру).

## Описание
Парк площадью 1,2 га расположен на берегу реки Колубары между улицей Князя Милоша и Пещерным лесопарком (серб. Парк Пећина) и является специализированным ботаническим садом. В парке представлены выполненные скульптором Видой Йоцич бюсты валевских народных героев Второй мировой войны, среди которых Милош Дудич, Живан Джюрджевич, Жикица Йованович, Милица Павлович и Миливое Радосавлевич. В центре парка стоит памятник Драгойло Дудичу (изначально установленный рядом с начальной школой в Мионице и перенесённый в парк позднее).

## История

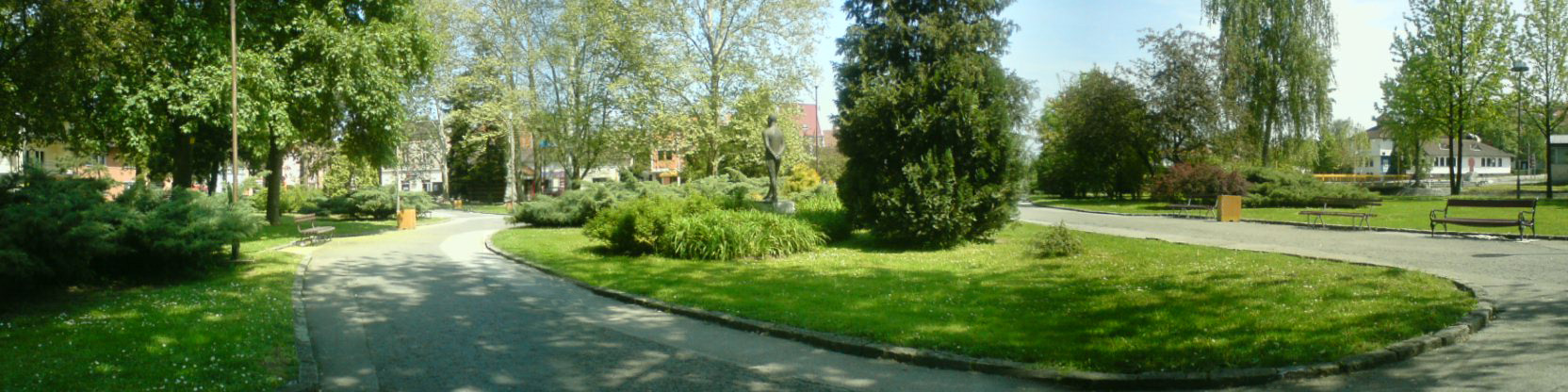
Вид на парк (2010 год)

Парк основан солдатами 17-го пехотного полка армии Королевства Сербия 5 апреля 1892 года. Позднее, в 1925 году, обустраивался также Обществом благоустройства Валева (серб. Друштво за улепшавање Ваљева).
В мае 2014 года в результате паводка на реке Колубаре парк оказался сильно повреждён, и было принято решение о его реконструкции. Проект обновлённого парка выполнил архитектор Владимир Пошарац. Работы обошлись в 13,5 миллионов динаров, торжественное открытие обновлённого парка состоялось 17 ноября 2015 года.